# Olympic Club
El Egyptian Olympic Athletes Club, Alexandria, conocido como El-Olympi, es un equipo de fútbol de Egipto que compite en la Segunda División de Egipto, la segunda liga de fútbol en importancia en el país.También tiene sección de baloncesto, balonmano, atletismo y gimnasia.

## Historia
Fue fundado en 1905 en la ciudad de Alejandría, siendo uno de los equipos más viejos de Egipto y es más conocido por sus antecedentes en representación en atletismo pista y campo, teniendo grandes resultados en campeonatos continentales e incluso en Juegos Olímpicos.
En fútbol su época dorada llegó en la década de 1960, donde fueron campeones de liga y participaron en la Copa Africana de Clubes Campeones 1967. El nivel del equipo se cayó por problemas financieros y en la temporada 2008-09 descendió a la Segunda División de Egipto y a la fecha todavía sigue ahí.

## Palmarés
- Liga Premier de Egipto: 1

1966
- Copa de Egipto: 2

1933, 1934

## Participación en competiciones de la CAF
| Temporada | Torneo                            | Ronda            | Club              | Casa | Visita | Global |
| --------- | --------------------------------- | ---------------- | ----------------- | ---- | ------ | ------ |
| 1967      | Copa Africana de Clubes Campeones | 1                | Al-Hilal Omdurmán | 3-1  | 1-0    | 4-1    |
| 1967      | Copa Africana de Clubes Campeones | Cuartos de final | Saint-George SA   | 0-2  | 2-3    | 2-5    |

## Jugadores

### Jugadores destacados
- Ateya Abdel-Hady
- Ahmed El-Kass
- Abdallah Hussein
- Abdel-Hakim Othman
- Ahmed Sary
- Aly Warda
- Assem Zaghloul